# Aşık Daimi
Aşık Daimi (Istanboel, 1932 – aldaar, 17 april 1983) was een Turkse zanger en poëet. Aşık Daimi heeft honderden liederen op zijn naam staan, die stuk voor stuk goed ontvangen werden en nog steeds veelvuldig worden beluisterd. Bijna al zijn nummers worden door andere artiesten gecoverd waardoor Aşık Daimi's nummers min of meer volksliederen zijn geworden door de jaren heen, net zoals die van Aşık Veysel, Aşık Mahzuni Şerif en Neşet Ertaş. Desondanks dat Daimi een grote bijdrage heeft geleverd met zijn liedjes, geniet hij nauwelijks bekendheid onder de Turkse bevolking.
Aşık Daimi is op 51-jarige leeftijd gestorven.

## Ne Ağlarsın Benim Zülfü Siyahım
In 1982 stierf Kazim Aydin, zoon van Aşık Daimi - die tevens lid was van de PKK - als gevolg van een politiekogel in Tunceli doordat hij zich verzette. Doordat Aşık Daimi's echtgenote hevig rouwde om de dood van haar zoon, schreef Daimi het lied "Ne Ağlarsın Benim Zülfü Siyahım", vertaald in het Nederlands: "Waarom huil je, mijn schoonheid". Heden ten dage is dit nog steeds een veel beluisterd liedje.
Lyrics:
| Turkse tekst Ne ağlarsın benim zülfü siyahim, Bu da gelir bu da geçer ağlama. Göklere erişti figânım ahım, Bu da gelir bu da geçer ağlama. Bir gülün çevresi dikendir hardır, Bülbül gül elinden ah ile zardır. Ne olsa da kışın sonu bahardır, Bu da gelir bu da geçer ağlama. Daimi'yim her can ermez bu sırra, Gerçek kamil olan yeter o nura. Yusuf sabır ile vardı Mısır’a, Bu da gelir bu da geçer ağlama. | Nederlandse tekst Waarom huil je, mijn schoonheid, Alles wat gebeurt, zal ook een keer weer ophouden, niet huilen, Mijn weeklaag reikt tot aan de hemel, Alles wat gebeurt, zal ook een keer weer ophouden, niet huilen.; Er zijn vol doornen en struiken rond een roos, Een nachtegaal lijdt ook wegens zijn liefde voor een roos, Wat er ook gebeurd, na de winter begint altijd de lente, Alles wat gebeurt, zal ook een keer weer ophouden, niet huilen. Ik, Daimi, zeg dat niet ieder persoon dit geheim kan bereiken, De persoon die geestelijke volwassenheid heeft bereikt, zal deze licht bereiken, Jozef heeft met geduld Egypte bereikt, Alles wat gebeurt, zal ook een keer weer ophouden, niet huilen. |

- Gemeinsame Normdatei: 123767512
- MusicBrainz: f44075bc-0496-496f-96fe-3f71fcb3f5a4
- Virtual International Authority File: 67382011
- WorldCat: E39PBJbM7KTqrj6qHmRT8bgBT3